# Эдмондсон, Марк
Марк Эдмондсон (англ. Mark Edmondson; род. 24 июня 1954, Госфорд, Новый Южный Уэльс) — австралийский профессиональный теннисист.
- Победитель Открытого чемпионата Австралии 1976 года в одиночном разряде
- Пятикратный победитель турниров Большого шлема в мужском парном разряде
- В общей сложности победитель 40 турниров Большого шлема, Гран-при и WCT в одиночном и парном разряде
- Обладатель Кубка Дэвиса (1983) в составе сборной Австралии

## Спортивная карьера
Отец Марка Эдмондсона был теннисным энтузиастом, и после его смерти в его честь был назван теннисный комплекс в их родном городе. Марк унаследовал любовь к теннису и в начале карьеры, чтобы обеспечить своё увлечение, работал уборщиком. В юности он тренировался у бывшего тренера Рода Лейвера - Чарли Холлиса, переехавшего жить в его родной Госфорд. Его первый крупный успех пришёл достаточно рано — в начале 1976 года Марк, занимавший в рейтинге лишь 212-е место, неожиданно выиграл Открытый чемпионат Австралии, победив в полуфинале и финале двух соперников, посеянных под первым и вторым номерами — Кена Розуолла и Джона Ньюкомба. До настоящего времени Эдмондсон остаётся игроком с самой низкой позицией в рейтинге из побеждавших в турнирах Большого шлема, а также последним хозяином корта, выигрывавшим Открытый чемпионат Австралии в мужском одиночном разряде. В дальнейшем ему не удалось повторить это достижение в одиночном разряде; хотя он выиграл шесть турниров более низкого ранга, в турнирах Большого шлема ему лишь раз удалось дойти до полуфинала. Это произошло в 1982 году на Уимблдонском турнире, где Эдмондсон победил посеянного третьим Витаса Герулайтиса, прежде чем проиграть будущему чемпиону Джимми Коннорсу.
Основных своих успехов после 1976 года Эдмондсон достиг в мужских парах. С 1980 по 1985 год он пять раз выходил в финал Открытого чемпионата Австралии с тремя разными партнёрами, завоевав четыре титула, а в 1985 году также выиграл Открытый чемпионат Франции. Всего с 1975 по 1985 год он выиграл 33 турнира в парном разряде, добавив 34-ю победу в 1987 году. В 1982 году — в единственный сезон между 1980 и 1985 годами, когда Эдмондсон не играл в финале Открытого чемпионата Австралии — он побывал в общей сложности в финалах 16 других турниров, выиграв девять из них с шестью разными партнёрами, а в 1983 году завоевал пять титулов в восьми финалах (в том числе победив в Австралии уже в третий раз, а во Франции проиграв). К апрелю 1984 года он поднялся в парном рейтинге ATP до третьего места. После 1986 года он резко сократил объём выступлений, в следующие два сезона сыграв лишь в нескольких турнирах, и завершил игровую карьеру после Открытого чемпионата Австралии 1988 года.
В 1977 году Марк Эдмондсон дебютировал в составе сборной Австралии в Кубке Дэвиса, а с 1979 по 1985 год постоянно входил в её основной состав. Со сборной он четырежды (в 1981, 1982, 1984 и 1985 годах) проигрывал полуфинальные матчи Мировой группы Кубка Дэвиса, а в 1983 году завоевал с ней этот главный командный трфей мужского тенниса, переиграв в четвертьфинале румын (в том числе победив бывшую первую ракетку мира Илие Настасе сначала в одиночной, а затем и в парной игре), в полуфинале французов, а в финале шведов. Всего за этот год он провёл в сборной шесть игр, одержав победы во всех шести. Его суммарный баланс выступлений за сборную Австралии — 11 побед в 18 играх в одиночном и 8 побед в 11 играх в парном разряде. Эдмондсон также представлял австралийскую сборную во втором по престижности мужском командном турнире — командном Кубке мира, где в 1982 и 1983 году доходил с ней до финала.
Помимо выступлений на корте, Марк Эдмондсон по ходу карьеры выполнял и административную работу, с 1980 по 1984 год входя в Совет директоров Ассоциации теннисистов-профессионалов (АТР). После окончания спортивной карьеры он занялся строительным бизнесом; фирма Эдмондсона строит теннисные корты и торгует искусственным покрытием для спортивных площадок. В 2007 году имя Эдмондсона было включено в списки Австралийского зала теннисной славы.

## Положение в рейтинге в конце сезона
| Разряд    | 1975 | 1976 | 1977 | 1978 | 1979 | 1980 | 1982 | 1983 | 1984 | 1985 | 1986 |
| --------- | ---- | ---- | ---- | ---- | ---- | ---- | ---- | ---- | ---- | ---- | ---- |
| Одиночный | 212  | 35   | 99   | 79   | 95   | 102  | 18   | 37   | 145  | 115  | 307  |
| Парный    | -    | -    | -    | -    | -    | -    | 7    | 6    | 4    | 14   | 47   |

## Участие в финалах турниров Большого шлема за карьеру

### Одиночный разряд (1+0)
| Результат | Год  | Турнир                       | Покрытие | Соперник в финале | Счёт в финале      |
| --------- | ---- | ---------------------------- | -------- | ----------------- | ------------------ |
| Победа    | 1976 | Открытый чемпионат Австралии | Трава    | Джон Ньюкомб      | 6-7, 6-3, 7-6, 6-1 |

### Мужской парный разряд (5+2)
| Результат | Год  | Турнир                           | Покрытие | Партнёр       | Соперники в финале              | Счёт в финале      |
| --------- | ---- | -------------------------------- | -------- | ------------- | ------------------------------- | ------------------ |
| Победа    | 1980 | Открытый чемпионат Австралии     | Трава    | Ким Уорик     | Питер Макнамара Пол Макнами     | 7-5, 6-4           |
| Победа    | 1981 | Открытый чемпионат Австралии (2) | Трава    | Ким Уорик     | Хэнк Пфистер Джон Садри         | 6-3, 6-7, 6-3      |
| Победа    | 1983 | Открытый чемпионат Австралии (3) | Трава    | Пол Макнами   | Стив Дентон Шервуд Стюарт       | 6-3, 7-6           |
| Поражение | 1983 | Открытый чемпионат Франции       | Грунт    | Шервуд Стюарт | Ханс Симонссон Андерс Яррид     | 6-74, 4-6, 2-6     |
| Победа    | 1984 | Открытый чемпионат Австралии (4) | Трава    | Шервуд Стюарт | Матс Виландер Йоаким Нюстрём    | 6-2, 6-2, 7-5      |
| Поражение | 1985 | Открытый чемпионат Австралии     | Трава    | Ким Уорик     | Пол Аннакон Кристо ван Ренсбург | 6-3, 6-7, 4-6, 4-6 |
| Победа    | 1985 | Открытый чемпионат Франции       | Грунт    | Ким Уорик     | Шломо Гликштейн Ханс Симонссон  | 6-3, 6-4, 6-7, 6-3 |

### Смешанный парный разряд (0+2)
| Результат | Год  | Турнир                     | Покрытие | Партнёрша       | Соперники в финале      | Счёт в финале  |
| --------- | ---- | -------------------------- | -------- | --------------- | ----------------------- | -------------- |
| Поражение | 1980 | Уимблдонский турнир        | Трава    | Диана Фромхольц | Трейси Остин Джон Остин | 6-4, 6-76, 3-6 |
| Поражение | 1986 | Открытый чемпионат Франции | Грунт    | Розалин Фэрбенк | Кэти Джордан Кен Флэк   | 6-3, 6-73, 3-6 |

## Титулы за карьеру
| №  | Дата            | Турнир                                 | Покрытие | Соперник в финале | Счёт в финале      |
| -- | --------------- | -------------------------------------- | -------- | ----------------- | ------------------ |
| 1. | 26 декабря 1975 | Открытый чемпионат Австралии, Мельбурн | Трава    | Джон Ньюкомб      | 6-7, 6-3, 7-6, 6-1 |
| 2. | 11 октября 1976 | Брисбен, Австралия                     | Трава    | Фил Дент          | 3-6, 6-4, 6-4, 6-4 |
| 3. | 9 октября 1978  | Брисбен (2)                            | Трава    | Джон Александр    | 6-4, 7-6           |
| 4. | 5 января 1981   | Аделаида, Австралия                    | Трава    | Брэд Дрюэтт       | 7-5, 6-2           |
| 5. | 13 июня 1981    | Бристоль, Великобритания               | Трава    | Роско Таннер      | 6-3, 5-7, 6-4      |
| 6. | 5 октября 1981  | Брисбен (3)                            | Трава    | Крис Льюис        | 7-6, 3-6, 6-4      |

| №   | Дата            | Турнир                                  | Покрытие | Партнёр          | Соперники в финале             | Счёт в финале             |
| --- | --------------- | --------------------------------------- | -------- | ---------------- | ------------------------------ | ------------------------- |
| 1.  | 21 декабря 1975 | New South Wales Open, Сидней, Австралия | Трава    | Джон Маркс       | Крис Качел Питер Макнамара     | 6-1, 6-1                  |
| 2.  | 3 июля 1977     | Открытый чемпионат Швеции, Бостад       | Грунт    | Джон Маркс       | Франсуа Жоффре Жан-Луи Хэйе    | 6-4, 6-0                  |
| 3.  | 10 июля 1978    | Открытый чемпионат Швейцарии, Гштад     | Грунт    | Том Оккер        | Ким Уорик Боб Хьюитт           | 6-4, 1-6, 6-1, 6-4        |
| 4.  | 17 июля 1978    | Открытый чемпионат Швеции (2)           | Грунт    | Боб Кармайкл     | Петер Сёке Балаж Тароци        | 7-5, 6-4                  |
| 5.  | 13 ноября 1978  | Гонконг                                 | Хард     | Джон Маркс       | Хэнк Пфистер Брэд Роу          | 5-7, 7-6, 6-1             |
| 6.  | 9 июля 1979     | Открытый чемпионат Швейцарии (2)        | Грунт    | Джон Маркс       | Гильермо Вилас Ион Цириак      | 2-6, 6-1, 6-4             |
| 7.  | 12 ноября 1979  | Тайбэй, Тайвань                         | Ковёр    | Джон Маркс       | Пат Дюпре Боб Лутц             | 6-1, 3-6, 6-4             |
| 8.  | 19 мая 1980     | Открытый чемпионат Италии, Рим          | Грунт    | Ким Уорик        | Балаж Тароци Элиот Телчер      | 7-6, 7-6                  |
| 9.  | 16 июня 1980    | Сербитон, Великобритания                | Трава    | Ким Уорик        | Эндрю Паттисон Бутч Уолтс      | 7-6, 6-7, 6-7, 7-6, 15-13 |
| 10. | 26 декабря 1980 | Открытый чемпионат Австралии, Мельбурн  | Трава    | Ким Уорик        | Питер Макнамара Пол Макнами    | 7-5, 6-4                  |
| 11. | 6 апреля 1981   | Хьюстон, США                            | Грунт    | Шервуд Стюарт    | Ананд Амритрадж Фред Макнейр   | 6-4, 6-3                  |
| 12. | 20 июля 1981    | Открытый чемпионат Швеции (3)           | Грунт    | Джон Фицджеральд | Ханс Симонссон Андерс Яррид    | 2-6, 7-5, 6-0             |
| 13. | 24 декабря 1981 | Открытый чемпионат Австралии (2)        | Трава    | Ким Уорик        | Хэнк Пфистер Джон Садри        | 6-3, 6-7, 6-3             |
| 14. | 4 января 1982   | Аделаида, Австралия                     | Трава    | Ким Уорик        | Эндрю Джарретт Джонатан Смит   | 7-5, 4-6, 7-6             |
| 15. | 8 февраля 1982  | Ричмонд, США                            | Ковёр    | Ким Уорик        | Сид Болл Рольф Геринг          | 6-4, 6-2                  |
| 16. | 8 марта 1982    | Мюнхен, ФРГ                             | Ковёр    | Томаш Шмид       | Стив Дентон Кевин Каррен       | 4-6, 7-5, 6-2             |
| 17. | 13 марта 1982   | Роттердам, Нидерланды                   | Ковёр    | Шервуд Стюарт    | Фриц Бюнинг Кевин Каррен       | 7-5, 6-2                  |
| 18. | 29 марта 1982   | Франкфурт, ФРГ                          | Ковёр    | Стив Дентон      | Тони Джаммалва Тим Майотт      | 6-4, 6-7, 6-4             |
| 19. | 27 апреля 1982  | Хилтон-Хед-Айленд, Ю. Каролина, США     | Грунт    | Род Фроли        | Ван Винитски Алан Уолдман      | 6-1, 7-5                  |
| 20. | 12 июля 1982    | Штутгарт, ФРГ                           | Грунт    | Брайан Тичер     | Андреас Маурер Вольфганг Попп  | 6-3, 6-1                  |
| 21. | 19 июля 1982    | Открытый чемпионат Австрии, Кицбюэль    | Грунт    | Ким Уорик        | Павел Сложил Род Фроли         | 6-4, 6-4, 6-3             |
| 22. | 9 августа 1982  | Открытый чемпионат Канады, Торонто      | Хард     | Стив Дентон      | Джон Макинрой Питер Флеминг    | 6-7, 7-5, 6-2             |
| 23. | 25 июля 1983    | Норт-Конвей, Нью-Гэмпшир, США           | Грунт    | Шервуд Стюарт    | Дрю Гитлин Эрик Фромм          | 7-6, 7-6                  |
| 24. | 1 августа 1983  | Индианаполис, США                       | Грунт    | Шервуд Стюарт    | Карлус Кирмайр Кассиу Мотта    | 7-6, 6-3                  |
| 25. | 10 октября 1983 | Custom Credit Indoor, Сидней            | Хард (i) | Шервуд Стюарт    | Джон Макинрой Питер Реннерт    | 6-2, 6-4                  |
| 26. | 24 октября 1983 | Токио, Япония                           | Ковёр    | Шервуд Стюарт    | Стив Дентон Джон фицджеральд   | 6-1, 6-4                  |
| 27. | 29 ноября 1983  | Открытый чемпионат Австралии (3)        | Трава    | Пол Макнами      | Стив Дентон Шервуд Стюарт      | 6-3, 7-6                  |
| 28. | 26 марта 1984   | Бока-Ратон, Флорида, США                | Хард     | Шервуд Стюарт    | Дэвид Доулен Ндука Одизор      | 4-6, 6-1, 6-4             |
| 29. | 16 апреля 1984  | Монте-Карло, Монако                     | Грунт    | Шервуд Стюарт    | Матс Виландер Ян Гуннарсон     | 6-2, 6-1                  |
| 30. | 26 ноября 1984  | Открытый чемпионат Австралии (4)        | Трава    | Шервуд Стюарт    | Матс Виландер Йоаким Нюстрём   | 6-2, 6-2, 7-5             |
| 31. | 6 апреля 1985   | BMW Open, Мюнхен, ФРГ                   | Грунт    | Ким Уорик        | Серхио Касаль Эмилио Санчес    | 4-6, 7-5, 7-5             |
| 32. | 27 мая 1985     | Открытый чемпионат Франции, Париж       | Грунт    | Ким Уорик        | Шломо Гликштейн Ханс Симонссон | 6-3, 6-4, 6-7, 6-3        |
| 33. | 16 декабря 1985 | South Australian Open, Аделаида         | Трава    | Ким Уорик        | Нелсон Аэртс Томм Уорник       | 6-4, 6-4                  |
| 34. | 26 января 1987  | New South Wales Open, Сидней (2)        | Трава    | Брэд Дрюэтт      | Питер Дуган Лори Уордер        | 6-4, 4-6, 6-2             |

## Участие в финалах командных турниров
| Результат | Год  | Турнир                            | Команда                                           | Соперник в финале                                       | Счёт в финале |
| --------- | ---- | --------------------------------- | ------------------------------------------------- | ------------------------------------------------------- | ------------- |
| Поражение | 1982 | Кубок мира, Дюссельдорф, ФРГ      | Не играл                                          | США: Дж. Майер, Э. Телчер                               | 0:2           |
| Поражение | 1983 | Кубок мира, Дюссельдорф (2)       | П. Кэш, М. Эдмондсон                              | Испания: Х. Игерас, М. Орантес, А. Хименес              | 1:2           |
| Победа    | 1983 | Кубок Дэвиса, Мельбурн, Австралия | П. Кэш, П. Макнами, Дж. Фицджеральд, М. Эдмондсон | Швеция: М. Виландер, Й. Нюстрём, Х. Симонссон, А. Яррид | 3:2           |